# Древний Рим
Дре́вний Рим — современное историографическое обозначение римской цивилизации в период от VIII века до н. э. (основание города Рим) до падения Западной Римской империи в V веке, одна из самых развитых цивилизаций древнего мира в Европе, государство античности. Получила своё название по главному городу (Roma — Рим), в свою очередь названному в честь легендарного основателя — Ромула.
Центр Рима сложился в пределах болотистой равнины, ограниченной Капитолием, Палатином и Квириналом. Определённое влияние на становление древнеримской цивилизации оказали культуры этрусков и древних греков. Пика своего могущества Древний Рим достиг во II веке н. э., когда под его контролем оказалось пространство от современной Англии на севере до Судана на юге и от Ирака на востоке до Португалии на западе.
Официальным языком древнеримского государства был латинский. Неофициальным символом — гербом империи был Золотой орёл (aquila), после принятия христианства появились лабарумы (знамя, установленное императором Константином для своих войск) с хризмой (монограмма Иисуса Христа — скрещённые буквы Хи и Ро).
Религия в Древнем Риме в течение большей части периода существования была политеистична. Христианство как религия зародилось на территории оккупированной Римской империей Израиля.
Современному миру, по мнению некоторых, цивилизация Древнего Рима подарила римское право, некоторые архитектурные формы и решения (например, арку и купол), каменные дороги и множество других новшеств (например, колёсные водяные мельницы).

## История

### Периодизация истории Древнего Рима
Основана на формах правления, которые, в свою очередь, отражали социально-политическую обстановку: от царского правления в начале истории до империи-домината в её конце.
- Царский период (754/753 — 510/509 гг. до н. э.)
- Республика (510/509 — 30/27 гг. до н. э.)
  - Ранняя Римская республика (509—265 гг. до н. э.)
  - Поздняя Римская республика (265 — 31/27 гг. до н. э.), иногда выделяются два периода[1]:
    - Эпоха великих завоеваний республики (265—133 гг. до н. э.)
    - Гражданские войны и кризис Римской республики (133—31/27 гг. до н. э.)
- Империя (31/27 г. до н. э. — 476 г. н. э.)
  - Ранняя Римская империя. Принципат (31/27 г. до н. э. — 235 г. н. э.)
  - Кризис III века (235—284 гг.)
  - Поздняя Римская империя. Доминат (284—476 гг.)

### Царский период и республика
Во время царского периода Рим был небольшим государством, которое занимало лишь часть территории Лация — области проживания племени латинов. В период Ранней Республики Рим значительно расширил свою территорию, благодаря многочисленным войнам. После Пирровой войны Рим стал безраздельно господствовать над Апеннинским полуостровом, хотя вертикальная система управления подчинёнными территориями в то время ещё не сложилась. После завоевания Италии, Рим стал заметным игроком в Средиземноморье, что вскоре привело его к конфликту с Карфагеном — крупным государством, основанным финикийцами в северной Африке. В серии из трёх Пунических войн Карфагенское государство было полностью побеждено, а сам город разрушен. В это время Рим также начал экспансию на Восток, подчинив Иллирию, Грецию, а затем Малую Азию, Сирию и Иудею.

### Римская империя
В I веке до н. э. Рим сотрясла серия гражданских войн, в результате которых конечный победитель, Октавиан Август, сформировал основы системы принципата и основал династию Юлиев-Клавдиев, которая, однако, не продержалась у власти и века. Расцвет Римской империи пришёлся на относительно спокойное время II века, однако уже III век был наполнен борьбой за власть и, как следствие, политической нестабильностью, а внешнеполитическое положение империи осложнялось. Установление системы домината Диоклетианом на некоторое время стабилизировало ситуацию с помощью концентрации власти в руках императора и его бюрократического аппарата. В IV веке под ударами гуннов разделение империи на две части было оформлено окончательно, а христианство стало государственной религией всей империи. В V веке Западная Римская империя стала объектом активного переселения германских племён, что окончательно подорвало единство государства. Свержение последнего императора Западной Римской империи Ромула Августа германским вождём Одоакром 4 сентября 476 года считается традиционной датой падения Римской империи.
Ряд исследователей (в советской историографии в этом направлении работал С. Л. Утченко) считают, что Рим создал свою оригинальную цивилизацию, зародившуюся на особой системе ценностей, которая сложилась в римской гражданской общине в связи с особенностями её исторического развития. К таким особенностям относились установление республиканской формы правления в результате борьбы патрициев и плебеев, а также почти непрерывные войны Рима, превратившие его из небольшого италийского городка в столицу огромной державы. Под воздействием этих факторов складывалась идеология и система ценностей римских граждан. Её определял, прежде всего, патриотизм — представление об особой богоизбранности римского народа и самой судьбой предназначенных ему победах, о Риме как высшей ценности, о долге гражданина служить ему всеми силами. Для этого гражданин должен был обладать отвагой, стойкостью, честностью, верностью, достоинством, умеренностью в образе жизни, способностью подчиняться железной дисциплине на войне, утверждённому закону и установленному предками обычаю в мирное время, чтить богов-покровителей своих семей, сельских общин и самого Рима. Уникальной особенностью древнеримской цивилизации стало римское право, понятие равноправия и возможность вызывать в суд любого представителя знати или должностное лицо (за исключением императора).

## Государственное устройство
Законодательные полномочия в классический период истории Древнего Рима были разделены между магистратами, сенатом и комициями.
Магистраты могли вносить законопроект (rogatio) в сенат, где он обсуждался. Первоначально в сенате было 100 членов, во время большей части истории Республики насчитывалось около 300 членов, Сулла удвоил численность членов, позднее их численность варьировалась. Место в сенате доставалось после прохождения ординарных магистратур, однако цензоры имели право проводить люстрацию сената с возможностью исключения отдельных сенаторов. Сенат собирался по календам, нонам и идам каждого месяца, а также в любой день в случае чрезвычайного созыва сената. При этом существовали некоторые ограничения на созыв сената и комиций в случае, если назначенный день объявлялся неблагоприятным по тем или иным «знамениям».
Комиции же имели право голосовать только за (Uti Rogas — UR) либо против (Antiquo — A) и не могли обсуждать и вносить свои корректировки в предложенный законопроект. Утверждённый комициями законопроект получал силу закона. По законам диктатора Квинта Публилия Филона 339 до н. э., утверждённый народным собранием (комициями) закон становился обязательным для всего народа.
Высшая исполнительная власть в Риме (империй) делегировалась высшим магистратам. При этом вопрос о содержании самого понятия империй остаётся дискуссионным. Ординарные магистраты избирались на комициях.
Чрезвычайными полномочиями и, в отличие от ординарных магистратов, неподотчётностью обладали диктаторы, избиравшиеся в особых случаях и не более чем на 6 месяцев. За исключением чрезвычайной магистратуры диктатора, все должности в Риме были коллегиальными.

## Общество

### Законы
Что до римлян, то для них задачей войны была не просто победа над врагом или установление мира; война только тогда завершалась к их удовлетворению, когда бывшие враги становились «друзьями» или союзниками (socii) Рима. Целью Рима было не подчинение всего мира власти и imperium (владычество — лат.) Рима, но распространение римской системы союзов на все страны земли. Римскую идею и выразил Вергилий, и это была не просто фантазия поэта. Сам римский народ, populus Romanus, был обязан своим существованием такому рождённому войной партнёрству, а именно, союзу между патрициями и плебеями, конец внутреннему раздору между которыми был положен известными Leges XII Tabularum. Но даже этот освящённый древностью документ своей истории римляне не считали боговдохновенным; они предпочитали верить, что Рим послал комиссию в Грецию для изучения тамошних систем законодательства. Таким образом, Римская Республика, сама основывающаяся на законе — бессрочном союзе между патрициями и плебеями — использовала инструмент leges главным образом для договоров и управления провинциями и общинами, принадлежавшими к римской системе союзов, иными словами, к беспрестанно расширяющейся группе римских socii, которые образовывали societas Romana.
— Х. Арендт

### Общественное устройство Древнего Рима
На начальном этапе развития римское общество состояло из двух основных сословий — патрициев и плебеев. Согласно наиболее распространённой версии о происхождении этих двух основных сословий, патриции — это коренные жители Рима, а плебеи — пришлое население, обладавшее, однако, гражданскими правами. Патриции были объединены сначала в 100, а затем в 300 родов. Первоначально плебеям запрещалось вступать в брак с патрициями, что обеспечивало замкнутость сословия патрициев. Кроме этих двух сословий, в Риме существовали также клиенты патрициев (в этом случае патриций выступал по отношению к клиенту в роли патрона) и рабы.
С течением времени социальная структура в целом заметно усложнилась. Появились всадники — лица не всегда знатного происхождения, но занимавшиеся торговыми операциями (торговля считалась недостойным патрициев занятием) и концентрировавшие в своих руках значительные богатства. Среди патрициев выделялись наиболее знатные роды, а часть родов постепенно угасала. Примерно в III в. до н. э. патрициат сливается со всадниками в нобилитет.
Однако нобилитет не был единым. В соответствии с римскими представлениями, знатность (лат. nobilitas) рода, к которому принадлежит человек, определяла степень уважения к нему. Каждый должен был соответствовать своему происхождению, и одинаково порицались как недостойные занятия (например, торговля) человеком знатного происхождения, так и незнатные лица, достигшие высокого положения (их называли лат. homo novus — новый человек). Граждане стали также делиться на лат. cives nati — граждан по рождению и лат. cives facti — граждан, получивших права по определённому закону. В Рим также начали стекаться люди различных национальностей (прежде всего греки), не обладавшие политическими правами, но игравшие важную роль в жизни общества (перегрины). Появились вольноотпущенники (лат. libertinus — либертины), то есть рабы, которым была дарована свобода.

### Брак и семья
В ранний период истории Рима считалось за цель и главную суть жизни гражданина наличие собственного дома и детей, при этом семейные отношения не подчинялись закону, а регулировались по традиции.
Глава семьи назывался «домовладыка», в его власти находились дети, жена и другие родственники (в семьях высшего класса к семье также относились рабы и прислуга). Власть отца заключалась в том, что он мог выдать по своему желанию дочь замуж или развести, продать детей в рабство, он мог также признать или не признать своего ребёнка. Patria potestas также распространялась на взрослых сыновей и их семью: только со смертью отца сыновья становились полноправными гражданами и главами своих семейств.
До поздней Республики существовал вид брака cum manu, «под рукой», то есть дочь, выходя замуж, попадала во власть главы семьи мужа. Позднее эта форма брака вышла из употребления и браки стали заключаться sine manu, «без руки», при которой жена не находилась под властью мужа и оставалась во власти отца или опекуна. Древнеримский брак, особенно в высших сословиях, заключался часто из финансовых и политических интересов (см. мезальянс).
Несколько семей с родственными связями образовывали род (gens), самые влиятельные из которых играли важную роль в политической жизни.
Отцы семейств, как правило, и заключали браки между своими детьми, руководствуясь бытующими моральными нормами и личными соображениями. Выдавать замуж девушку отец мог с 12-летнего возраста, а женить юношу с 14-летнего.
Римское право предусматривало две формы заключения брака:
- Женщина переходила из-под власти отца под власть мужа, то есть её принимали в семью супруга.
- Женщина после замужества оставалась членом старой фамилии, при этом претендовала на наследство семьи. Этот случай не был основным и больше походил на сожительство, чем на брак, так как жена практически в любой момент могла покинуть своего мужа и вернуться домой.

Независимо от того, какую форму предпочитали молодые люди, браку предшествовало обручение между молодыми. Во время обручения молодые давали брачный обет. Каждый из них на вопрос, обещает ли он вступить в брак, отвечал: «Обещаю». Жених вручал будущей жене монету как символ заключённого между родителями свадебного союза и железное кольцо, которое невеста носила на безымянном пальце левой руки.
На свадьбах все дела по организации свадебного торжества передавались распорядительнице — женщине, которая пользовалась общим уважением. Распорядительница выводила невесту в зал и передавала её жениху. Передача сопровождалась религиозными ритуалами, в которых женщина исполняла роль жрицы домашнего очага. После пиршества в доме родителей проходили проводы новобрачной в дом её мужа. Невеста должна была театрально сопротивляться и плакать. Распорядительница прекращала упорство девушки, взяв её из объятий матери и передав супругу.
Торжества, связанные с появлением нового члена семьи, начинались на восьмой день после родов и продолжались три дня. Отец поднимал ребёнка с земли и давал имя младенцу, тем самым оглашал своё решение принять его в семью. После этого приглашённые гости дарили младенцу подарки, как правило амулеты, назначение которых было беречь ребёнка от злых духов.
Регистрировать ребёнка было долгое время не обязательно. Лишь когда римлянин достигал совершеннолетия и надевал белую тогу, он становился гражданином римского государства. Его представляли перед должностными лицами и вносили в список граждан.
Впервые регистрацию новорождённых ввёл на заре новой эры Октавиан Август, обязывая граждан в течение 30 дней с момента рождения регистрировать младенца. Регистрация детей проводилась в храме Сатурна, где находилась канцелярия наместника и архив. При этом подтверждалось имя ребёнка, его дата рождения. Подтверждалось его свободное происхождение и право гражданства.
В период империи предпринимались усилия по стимулированию рождаемости и сокращению безбрачия, в частности, выделялись средства для выдачи пособий многодетным беднякам и помощи бедным свободнорождённым детям и сиротам. Снижение рождаемости озабочивало уже Августа, издававшего законы против безбрачия. Пособия ввёл Нерва, но особое внимание обратил на них Траян, распространивший этого рода учреждения по всей Италии; примеру императоров следовали и частные лица в Италии и провинциях.

### Отношения в семье
Женщина находилась в подчинении мужчины, потому что она, по словам Теодора Моммзена, «принадлежала только семье и не существовала для общины». В богатых семьях женщине отводилось почётное положение, она занималась управлением хозяйства.
В отличие от гречанок, римлянки могли свободно появляться в обществе, причём, несмотря на то, что высшей властью в семействе обладал отец, они были защищены от его произвола.
Основной принцип построения римского общества — это опора на элементарную ячейку общества — семью (фамилию).
Глава семейства — отец, беспредельно властвовал в семье, и власть его в семье была оформлена законодательно. В состав семьи входили не только отец и мать, но и сыновья, их жёны и дети, а также незамужние дочери.
Семья включала в себя и рабов, и другое домашнее имущество.
Власть отца распространялась на всех членов семьи.
Практически все решения относительно членов семьи отец принимал сам.
При рождении ребёнка он определял судьбу новорождённого; он либо признавал ребёнка, либо приказывал умертвить, либо бросал без всякой помощи.
Отец единолично владел всем имуществом семьи. Даже достигнув совершеннолетия и женившись, сын оставался бесправным в фамилии. Он не имел права владеть какой-либо недвижимой собственностью при жизни отца. Лишь после смерти отца, в силу завещания, получал его имущество по наследству. Беспредельное господство отца существовало на протяжении всей Римской империи, как и право распоряжаться судьбой близких. В поздний период существования Римской империи от неугодных детей отцы избавлялись из-за экономических трудностей и общего упадка моральных устоев общества.
В римских семьях женщина имела большие права, так как на неё возлагались обязанности по ведению домашнего хозяйства. Она была полновластная хозяйка в своём доме. Считалось хорошим тоном, когда женщина хорошо налаживала семейный быт, освобождая время мужа для более важных государственных дел. Зависимость женщины от мужа ограничивалась, в сущности, имущественными отношениями; владеть и распоряжаться имуществом без разрешения мужа женщина не могла.
Римская женщина свободно появлялась в обществе, ездила в гости, бывала на торжественных приёмах. Но занятие политикой не было женским делом, ей не полагалось присутствовать на собраниях народа.

### Образование
Мальчиков и девочек начинали обучать с семи лет. Богатые родители предпочитали домашнее обучение. Бедные пользовались услугами школ. Тогда же зародился и прообраз современного образования: дети проходили три стадии образования: начальное, среднее и высшее. Главы семейства, заботясь о получении образования детьми, старались нанять своим детям учителей-греков или заполучить для обучения раба-грека. Для получения дальнейшего, более высокого, образования молодые люди отправлялись в Аттику или на островную Грецию.
На первых этапах обучения детей преимущественно учили писать и считать, давали сведения по истории, праву и словесности.
В «высшей школе» проходило обучение искусствам — риторике, ораторскому и прочим. При практических занятиях ученики выполняли упражнения, заключающиеся в составлении речей на заданную тему из истории, мифологии, литературы или из общественной жизни.
За пределами Италии образование получали преимущественно в Афинах, сильнейшая школа риторики и ораторского искусства существовала на острове Родос; в Греции действовали системы различных философских школ. Особенно актуальным обучение в Греции стало после того, как Гней Домиций Агенобарб и Луций Лициний Красс, будучи цензорами в 92 году до н. э., издали закон о закрытии латинских риторических школ.
В возрасте 17—18 лет молодому человеку часто предстояло получить военные навыки, так как Рим вёл постоянные войны. При этом, дальнейшая политическая карьера римлянина из среды нобилитета была часто немыслима без определённых заслуг (или, по меньшей мере, участия) в военной жизни страны — а военная сфера жизни была накрепко связана в Риме (по сути являвшем собой чистый образец милитаристского государства в Древнем мире, начиная с так называемой «эпохи царей» и далее через времена республики к императорскому правлению: от принципата к более поздней системе домината) со сферой «гражданской».
Римляне заботились и о том, чтобы женщины получили образование, в связи с той ролью, которую они имели в семье: по сути, хранительницы семейного быта и воспитателя детей. Были школы, где девочки учились вместе с мальчиками. И считалось почётным, если про девочку говорили, что она образована. В Римском государстве уже в I веке новой эры приступили к обучению рабов (если последние не были образованы) так как рабы и вольноотпущенные начали играть всё более заметную роль в экономике государства. Рабы становились управляющими в имениях и занимались торговлей, ставились надсмотрщиками над другими рабами. Грамотных рабов привлекали в бюрократический аппарат государства, многие рабы были педагогами и даже архитекторами.
Грамотный раб стоил гораздо дороже обычного, так как его можно было использовать для квалифицированной работы. Например, Плутарх писал, что именно образованные рабы назывались главной ценностью знаменитого римского богача Марка Лициния Красса.
Бывшие рабы, вольноотпущенники, постепенно стали составлять значительную прослойку в Риме. Они стремились занять место служащего, управленца в государственном аппарате, заниматься коммерческой деятельностью, ростовщичеством. Стало проявляться их преимущество перед римлянами, которое состояло в том, что они не чуждались любой работы, считали себя ущемлёнными и проявляли упорство в борьбе за своё место под солнцем. В конечном итоге они смогли добиться юридического равноправия, оттеснить римлян от управления государством.

### Войско
Римское войско почти за всё время своего существования было, как доказала практика, самым передовым среди остальных государств Древнего мира, пройдя путь от народного ополчения до профессиональной регулярной пехоты и конницы с множеством вспомогательных подразделений и союзническими формированиями. При этом главной боевой силой всегда была пехота (в эпоху Пунических войн фактически появилась прекрасно показавшая себя морская пехота). Основными преимуществами римской армии были мобильность, гибкость и тактическая обученность, что позволяло ей действовать в условиях различного рельефа местности и в суровых погодных условиях.
При стратегической угрозе Риму или Италии либо достаточно серьёзной военной опасности (tumultus) прекращались все работы, останавливалось производство и в армию набирались все, кто мог просто нести оружие — жители этой категории назывались tumultuarii (subitarii), a войско — tumultuarius (subitarius) exercitus. Так как обычная процедура набора занимала больше времени, главнокомандующий этим войском магистрат выносил из Капитолия специальные знамёна: красное, обозначающие набор в пехоту, и зелёное — в конницу, после чего традиционно объявлял: «Qui respublicam salvam vult, me sequatur» («Кто хочет спасти республику, пусть последует за мной»). Военная присяга также произносилась не индивидуально, а вместе.

### Система наград
Рим смотрел на земли завоёванных им провинций, как на свои родовые поместья (praedia populi Romani), и почти все классы римского населения стремились извлечь из этого собственную выгоду: нобилитет — управляя провинциями, всадники — занимаясь в них откупами, простые граждане — служа в легионах и обогащаясь военной добычей. Лишь столичный пролетариат, свободный от воинской повинности, не участвовал в общем дележе; впрочем государство гарантировало всем своим верноподданным продажу завозимого из провинций хлеба за более низкую цену. Это положение не касалось лишь рабов и иностранцев. Также оно не касалось вольноотпущенных.

## Экономика
Большинство населения Древнего Рима занималось земледелием. Наряду с рабовладельческими виллами и латифундиями существовали хозяйства свободных земледельцев (сельского плебса), которые обрабатывали свои небольшие земельные участки собственными силами и с помощью 1—2 рабов. Труд рабов использовался во всех сферах — в сельском и домашнем хозяйствах, в ремесленных мастерских, в горном деле, в строительстве. При этом в горном деле, строительстве, каменоломнях и глиняных карьерах труд рабов доминировал, но в целом в ремесленном производстве преобладал свободный труд. По мере специализации ремесла и сельского хозяйства устанавливались рыночные отношения между городом и деревней. Была развита и внешняя морская торговля. Развитие товарно-денежных отношений привело к тому, что в Древнем Риме процветало ростовщичество. Появились банкиры (аргентарии), которые занимались сложными финансовыми операциями.

## Культура
Делами, достойными римлянина, особенно из знати, признавались политика, война, земледелие, разработка права (гражданского и сакрального) и историография. На этой основе складывалась ранняя культура Рима. Иноземные влияния, прежде всего греческие, проникавшие через греческие города юга современной Италии, а затем непосредственно из Греции и Малой Азии, воспринимались лишь постольку, поскольку они не противоречили римской системе ценностей или перерабатывались в соответствии с ней. В свою очередь, римская культура в пору своего расцвета оказала огромное влияние на соседние народы и на последующее развитие Европы.
Для раннеримского мировоззрения были характерны ощущение себя как свободного гражданина с чувством принадлежности к гражданской общине и приоритета государственных интересов над личными, сочетавшимся с консерватизмом, который заключался в следовании нравам и обычаям предков. Во II—I вв. до н. э. произошёл отход от этих установок и усилился индивидуализм, личность стала противопоставляться государству, переосмыслялись даже некоторые традиционные идеалы. В итоге, в эпоху императоров родилась новая формула управления римским обществом — хлеба и зрелищ должно быть в достатке. Ну, а определённое падение нравов среди толпы горожан всегда воспринималось деспотичными властителями с некоторой степенью благосклонности.

### Язык
Латинский язык, появление которого относят к середине III тыс. до н. э., входил в италийскую группу индоевропейской семьи языков. В процессе исторического развития древней Италии латинский язык вытеснил другие италийские языки и со временем занял господствующее положение в западном Средиземноморье. В начале I тыс. до н. э. на латинском языке говорило население небольшой области Лаций (лат. Latium), расположенной на западе средней части Апеннинского полуострова, по нижнему течению Тибра. Племя, населявшее Лаций, называлось латинами (лат. Latini), его язык — латинским. Центром этой области стал город Рим, по имени которого объединившиеся вокруг него италийские племена стали называть себя римлянами (лат. Romans).
Разделяют несколько этапов развития латыни:
- Архаическая латынь.
- Классическая латынь.
- Постклассическая латынь.
- Поздняя латынь.

### Религия
Древнеримская мифология во многих аспектах близка греческой, вплоть до прямого заимствования отдельных мифов. Однако в религиозной практике римлян большую роль играли также анимистические суеверия, связанные с почитанием духов: гениев, пенатов, ларов, лемуров и манов. Также в Древнем Риме существовали многочисленные коллегии жрецов.
Жречество имело также важный финансовый компонент и многие пожертвования храмам позволяли существовать сословию жрецов, работникам храмов, поддержания зданий, фестивалей и культа. По одной из версий, именно с сокращением пожертвований был связан переход к христианству.
Хотя религия играла значительную роль в традиционном древнеримском обществе, ко II веку до н. э. значительная часть римской верхушки уже относилась к религии индифферентно. В I веке до н. э. римские философы (прежде всего Тит Лукреций Кар и Марк Туллий Цицерон) в значительной степени пересматривают или подвергают сомнению многие из традиционных религиозных положений.
На рубеже н. э. Октавиан Август принял меры по установлению официального культа империи.
В первой половине I в. в провинции Иудея Римской империи возникло христианство, приверженцами которого стали затем и представители других народов империи. Сначала оно вызывало лишь подозрение и неприязненное отношение со стороны имперских властей, в середине III в. оно было запрещено, начались преследования христиан по всей Римской империи. Однако уже в 313 г. император Константин издал Миланский эдикт, которым разрешил христианам свободно исповедовать свою религию, строить храмы, занимать общественные должности. Христианство затем постепенно превратилось в государственную религию. Во второй половине IV в. начался разгром языческих храмов, были запрещены Олимпийские игры.

### Одежда
Знатные римляне носили тогу белого цвета. Тога — кусок полотна, который обматывали вокруг себя. Члены Сената носили тогу с красной каймой, а полководцы — красную тогу. Бедные крестьяне носили тунику, потому что она не мешала им работать. Жёны состоятельных людей одевались в тоги, обычно бежевого цвета. Крестьянки носили тунику с юбкой.

### Нравы
Однополые отношения в древнеримском обществе нельзя характеризовать с точки зрения современной западной культуры. В латинском языке отсутствуют слова для обозначения понятий, соответствующих сегодняшним понятиям гетеросексуальности или гомосексуальности. Любые сексуальные отношения характеризовались биполярностью — активной, доминирующей, «мужской» ролью с одной стороны и пассивной, подчиняющейся, «женской» ролью — с другой.

## Кухня
Социальная эволюция римского общества была впервые исследована немецким учёным Г. Б. Нибуром. Древнеримский быт и жизнь базировались на развитом семейном законодательстве и религиозных обрядах.
Для лучшего использования дневного света римляне обычно вставали очень рано, часто около четырёх часов утра, и, позавтракав, начинали заниматься общественными делами. Как и греки, римляне ели 3 раза в день. Ранним утром — первый завтрак, около полудня — второй, ближе к вечеру — обед.
В первые века существования Рима жители Италии ели в основном густую, круто сваренную кашу из полбы, проса, ячменя или бобовой муки, но уже на заре римской истории в домашнем хозяйстве варилась не только каша, но и выпекались хлебные лепёшки. Кулинарное искусство начало развиваться в III в. до н. э. и при империи достигло небывалых высот.

## Наука
Римская наука унаследовала ряд греческих изысканий, но в отличие от них (особенно в сфере математики и механики) имела в основном прикладной характер. По этой причине всемирное распространение получили именно римская нумерация и юлианский календарь. В то же время её характерной чертой было изложение научных вопросов в литературно-занимательной форме. Особенного расцвета достигли юриспруденция и сельскохозяйственные науки, большое число трудов было посвящено архитектуре и градостроительной и военной технике. Крупнейшими представителями естествознания были учёные-энциклопедисты Гай Плиний Секунд Старший, Марк Теренций Варрон и Луций Анней Сенека.
Древнеримская философия развивалась преимущественно в фарватере греческой, с которой она была в значительной мере связана. Наибольшее распространение в философии получил стоицизм.
Замечательных успехов достигла римская наука в области медицины. Среди выдающихся медиков Древнего Рима можно отметить: Диоскорида — фармаколога и одного из основателей ботаники, Сорана Эфесского — акушера и педиатра, Галена — талантливого анатома, раскрывшего функции нервов и головного мозга.
Написанные в римскую эпоху энциклопедические трактаты оставались важнейшим источником научных знаний в течение большей части Средневековья.

## Наследие Древнего Рима
Римская культура с её развитыми представлениями о целесообразности вещей и поступков, о долге человека перед собой и государством, о значении закона и справедливости в жизни общества дополнила древнегреческую культуру с её стремлением к познанию мира, развитым чувством меры, красоты, гармонии, ярко выраженным игровым элементом. Античная культура, как совокупность этих двух культур, стала основой европейской цивилизации.
Культурное наследие Древнего Рима прослеживается в научной терминологии, архитектуре, литературе. Латинский язык долгое время был языком международного общения всех образованных людей Европы. До сих пор он используется в научной терминологии. На основе латинского языка в бывших римских владениях возникли романские языки, на которых говорят народы значительной части Европы. К числу самых выдающихся достижений римлян относится созданное ими римское право, сыгравшее огромную роль в дальнейшем развитии юридической мысли. Именно в римских владениях возникло, а затем и стало государственной религией христианство — религия, объединившая все европейские народы и в огромной степени повлиявшая на историю человечества.

## Историография
Интерес к изучению римской истории возник, помимо трудов Макиавелли, также в период Просвещения во Франции.
Монтескьё написал книгу «Рассуждения о причинах величия и упадка римлян».
Первым капитальным трудом стало произведение Эдуарда Гиббона «История упадка и крушения Римской империи», охватившее период с конца II века до падения осколка империи — Византии в 1453 году. Как и Монтескьё, Гиббон ценил добродетель римских граждан, вместе с тем разложение империи началось, в соответствии с его концепцией, уже при Коммоде, а христианство стало катализатором крушения империи, подточившим её устои изнутри.
Нибур стал основателем критического направления и написал труд «Римская история», где она доведена до Первой Пунической войны. Нибур сделал попытку установить, каким образом возникла римская традиция. По его мнению, у римлян, как и у других народов, существовал исторический эпос, сохранявшийся главным образом в знатных родах. Определённое внимание Нибур уделил этногенезу, рассматриваемому под углом образования римской общины.
В наполеоновскую эпоху появилась работа В. Дюрюи «История римлян», делавшая акцент на популярный тогда цезарианский период.
Новую историографическую веху открыли работы Теодора Моммзена, одного из первых крупных исследователей римского наследия. Большую роль сыграл его объёмный труд «Римская история», а также «Римское государственное право» и «Собрание латинских надписей» («Corpus inscriptionum Latinarum»).
Позже вышла работа другого специалиста, Г. Ферреро — «Величие и падение Рима». Вышел труд И. М. Гревса «Очерки по истории римского землевладения, преимущественно в эпоху Империи», где, например, появились сведения о хозяйстве Помпония Аттика, одного из крупнейших землевладельцев конца Республики, а образцом среднего поместья августовской эпохи считалось хозяйство Горация.
Против гиперкритицизма работ итальянца Э. Пайса, отрицавшего достоверность римской традиции вплоть до III века н. э., выступил Де Санктис в своей «Истории Рима», где, с другой стороны, почти полностью отрицались сведения о царском периоде.

### Советская историография
Изучение римской истории в СССР было тесно связано с марксизмом-ленинизмом, опиравшимся на такие часто цитируемые произведения, как «Происхождение семьи, частной собственности и государства», «Хронологические выписки», «Формы, предшествовавшие капиталистическому производству», «Бруно Бауэр и раннее христианство» и т. д. Акцент при этом делался на восстания рабов и их роль в римской истории, а также аграрной истории.
Большое место отводилось изучению идеологической борьбы (С. Л. Утченко, П. Ф. Преображенский), которую видели даже в самых благоприятных периодах империи (Н. А. Машкин, Е. М. Штаерман, А. Д. Дмитрев и др.).
Идеология движения Гракхов изучалась С. И. Протасовой.
Восстания рабов изучали А. В. Мишулин, С. А. Жебелёв и др., аграрными вопросами занимались главным образом М. Е. Сергеенко, Е. М. Штаерман и В. И. Кузищин.
Внимание уделялось также условиям перехода от Республики к империи, рассмотренным, например, в труде Н. А. Машкина «Принципат Августа» или в «Очерках по истории древнего Рима» В. С. Сергеева, и провинциям, в изучении которых выделился А. Б. Ранович.
Среди изучавших отношения Рима с другими государствами выделился А. Г. Бокщанин.
С 1937 года стал выходить «Вестник древней истории», где стали часто публиковаться статьи по римской истории и археологическим раскопкам.
После перерыва, вызванного Великой Отечественной войной, в 1948 году вышли «История Рима» С. И. Ковалёва и «История римского народа» критика В. Н. Дьякова. В первом труде римская традиция считается во многих отношениях достоверной, во втором на этот счёт было выражено сомнение.